# دمچوکدون روب
دمچوکدونروب (مغولی: ᠳᠡᠮᠴᠣᠭᠳᠣᠨᠷᠤᠪ؛ ۸ فوریهٔ ۱۹۰۲ – ۲۳ مهٔ ۱۹۶۶) سیاستمدار اهل چین بود.
همچنین برندهٔ جوایزی همچون نشان خورشید فروزان شده‌است.